# Aerocondor
La Aerocondor Transportes Aéreos fue una de las primeras compañías de capital privado en ser certificadas por el INAC para transportar pasajeros en Portugal. Volaba regularmente con destino a Braganza y Vila Real. Ofrecía vuelos particulares para transporte de pasajeros o carga para cualquier destino de Europa, África u Oriente Medio. Aerocondor disponía de una flota versátil, constituida por bimotores turbohélice.

## Flota
- 1 ATR-42 de 46 lugares;
- 4 Shorts 360 de 36 lugares;
- 2 Dornier 228 de 18 lugares;
- 1 Piper Chieftain de 8 lugares para servicios de táxi aéreo.

- Datos: Q381415
- Multimedia: Aerocondor / Q381415